# Opowieść o dwóch miastach (film 1935)
Opowieść o dwóch miastach, inny tytuł polski W cieniu gilotyny (ang. A Tale of Two Cities) – amerykański dramat historyczny z 1935 roku, będący adaptacją utworu Karola Dickensa o tym samym tytule.

## Fabuła
Rozpustny prawnik Sydney Carton broni emigranta Charlesa Darnaya przed zarzutem szpiegostwa przeciwko Anglii. Zakochuje się w narzeczonej Darnaya – Lucie Manette, i zgadza się jej pomóc w uratowaniu schwytanego przez rewolucjonistów Darneya od gilotyny.

## Obsada
- Ronald Colman jako Sydney Carton
- Elizabeth Allan jako Lucie Manette
- Edna May Oliver jako panna Pross
- Reginald Owen jako Stryver
- Basil Rathbone jako Marquis de St. Evremonde
- Blanche Yurka jako madame Therese Defarge
- Henry B. Walthall jako dr Manette
- Donald Woods jako Charles Darnay
- Walter Catlett jako Barsad
- Claude Gillingwater jako Jarvis Lorry
- H.B. Warner jako Gabelle
- Fritz Leiber jako Gaspard
- Lucille La Verne jako  „Pani Zemsta”
- Mitchell Lewis jako Ernest Defarge
- Isabel Jewell jako krawcowa
- Tully Marshall jako drwal
- Fay Chaldecott jako Lucie Darnay (dziecko)
- Billy Bevan jako Jerry Cruncher
- Eily Malyon jako pani Cruncher
- Donald Haines jako Jerry Cruncher Jr.
- E.E. Clive jako sędzia w sądzie karnym w Londynie
- Robert Warwick jako sędzia Trybunału
- Lawrence Grant jako prokurator w sądzie karnym w Londynie
- Ralf Harolde jako prokurator trybunału
- John Davidson jako Morveau, szpiegujący dla Marquisa
- Tom Ricketts jako Tellson Jr. (stary bankier)
- Barlowe Borland jako Jacques